# ماميا ماجونغ الظلام
ماميا ماجونغ الظلام (闇麻のマミヤ) هي سلسلة مانغا يابانية كتبها ورسمها فوكوموتو نوبويوكي. تعتبر هذه السلسلة تكملة لمانغا تين لفوكوموتو، وتقع أحداثها بعد 20 عامًا من مانغا تين. يتم نشرها في مجلة تاكيشوبو لماجونغ الحديثة منذ يوليو من عام 2019. تتميز المانغا بنوع فريد من لعبة الماجونغ يُسمى "يامي ماجونغ" أو "ماجونغ الظلام".

## الحبكة
تبدأ القصة في عصر ريوا، 20 عامًا بعد وفاة اللاعب الأسطوري في ماجونغ، أكاغي شيغير. نوزاكي أوسامو، شخصية ثانوية في مانغا أكاغي لفوكوموتو، قام بفتح محل للرامن منذ أحداث مانغا أكاغي، ولكنه يجد نفسه متورطًا مرة أخرى في لعبة ماجونغ ذات الرهانات عالية.
في إحدى الليالي، يقترب ثلاثة شبان من محل أوسامو باحثين عن لاعب ماجونغ أسطوري يُدعى ماميا. يعرفون عن أنفسهم بأنهم أعضاء في فرقة فتيان موسيقية يابانية تُدعى "فرقة الرجال في عصر الباكوماتسو".

## النشر
ماميا ماجونغ الظلام التي من تأليف ورسم نوبويوكي فوكوموتو تم نشر "الفصل 0" منها في 1 مايو عام 2019؛   ظهرت لأول مرة كمانغا متسلسلة بعد شهرين في نفس المجلة في 1 يوليو   وانتهى الجزء الأول منها في 1 مايو عام 2023.  

## وسائل الإعلام الأخرى
في حدث تعاوني مع لعبة الجوال "Mahjong Fight Club Sp" من شركة كونامي في سبتمبر عام 2023، تمت إضافة شخصية ماميا إلى اللعبة، وتم تجسيدها بواسطة الممثلة الصوتية ولاعبة الماجونغ المحترفة أريسا داتي.